# Euglenophyceae
Euglenophyceae is een klasse in de taxonomische indeling van de Euglenoida. Deze micro-organismen hebben geen vaste vorm en hebben schijnvoetjes. Met deze schijnvoetjes kunnen ze voortbewegen en zich voeden. Veel soorten bezitten chloroplasten. Euglenophyceae werd in 1925 ontdekt door Schoenichen.

## Geslachten
- Amblyophis
- Anisonema
- Astasia
- Colacium
- Cryptoglena
- Cyclidiopsis
- Dinematomonas
- Distigma
- Euglenopsis
- Eutreptia
- Eutreptiella
- Lepocinclis
- Monomorphina
- Notosolenus
- Peranema
- Petalomonas
- Phacus
- Ploeotia
- Pseudoperanema
- Rhynchopus
- Sphenomonas
- Strombomonas
- Trachelomonas
- Tropidoscyphus
- Urceolus